# Anu (Göttin)
Anu ['anu], auch Ana, Anna, Anann, Anand oder Anind, ist eine Figur der keltischen Mythologie Irlands und auch eine vorchristliche irische Göttin. 

## Mythologie
Anu wird im Glossar Sanas Cormaic („Cormacs Flüstern“) als „Mutter der irischen Götter“ (mater deorum Hibernensium) bezeichnet. Nach dem etymologischen Verzeichnis Cóir Anmann („Das Richtige von den Namen“) ist sie eine Fruchtbarkeitsgöttin (bandía in tṡónusa), verantwortlich für das Gedeihen von Munster. Sie gilt im Lebor Gabala Eirenn („Das Buch der Landnahmen Irlands“) als identisch mit der Morrigan und als Tochter der Ernmas und des Aed. Nach den Trioedd Ynys Prydein („Die Triaden der Insel Britannien“) ist sie die Gattin des Beli Mawr und Mutter des Afallach.  

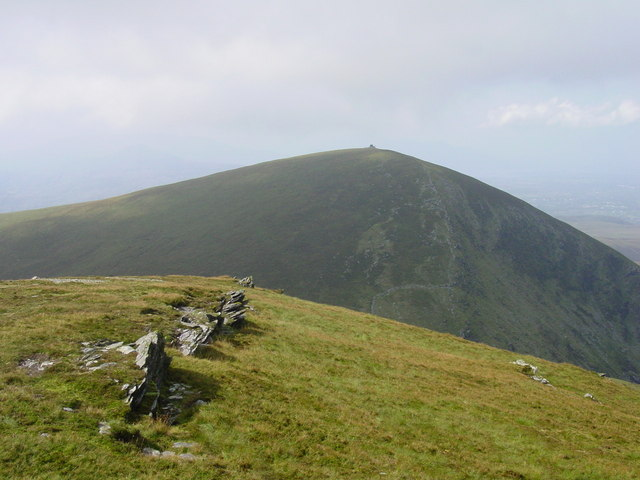
Blick vom westlichen zum östlichen Pap of Ana

Irland wird in der Dichtung häufig auch als „Land der Anann“ (íath nAnann) bezeichnet. Nach ihr benannt ist das Hügelpaar Dá chích nAnann, auch Dá chích Annaine, (Paps of Ana, „Brüste der Ana“) bei Cloonken, ungefähr 11 km südöstlich von Killarney im County Kerry (Munster). Zu Ehren der Göttin werden nahe ihren Hügeln Mittsommer-Feuer entzündet.
Eine Variante des Namens, möglicherweise aber auch eine eigenständige Göttin, ist Danu oder Danann. Ob mit der kymrischen Black Annis Gemeinsames besteht, ist nicht restlos geklärt. Zu diesen Göttinnen und Sagenfiguren gehört möglicherweise auch die schottische „Gentle Annie“. Eventuell gehen alle diese Namen auf eine inschriftlich überlieferte keltische Göttin namens Annea zurück.

## Anu und die Fee Áine
Sagen und Volksbrauchtum im irischen County Limerick kennen eine Fee namens Áine Clí, deren Name von vielen Kommentatoren für eine Variante von Anu gehalten wird. Der Sage nach soll Áine eine Tochter des Gottes Manannan bzw. seines Ziehsohnes Eogabail oder des Schmiedes Caulann (siehe Compert Con Chulainn, „Cú Chulainns Empfängnis“) sein. Verschiedene Legenden werden von ihr berichtet. So soll sie beispielsweise dem irischen König Ailill Aulom („Ailill ohne Ohren“) die Ohren abgebissen haben, nachdem dieser sie vergewaltigt hatte (siehe Cath Maige Mucrama, „Die Schlacht von Mag Mucrama“). Dann wiederum wird von einer unglücklichen Liebschaft mit Fionn mac Cumhaill berichtet. Eine späte Geschichte berichtet, wie der Earl of Desmond sie entführte und mit ihr einen Sohn zeugte, von dem berichtet wird, dass er noch immer alle sieben Jahre als Gespenst am Lough Gur erscheinen soll. Bis ins 19. Jahrhundert hinein existierte ein Volksbrauchtum, das die Fee Áine am nach ihr benannten Berg Cnoc Áine (heute Knockainey Hill im County Limerick) in der Mittsommernacht um Fruchtbarkeit und Gesundheit anrief.